# Bartholomeus Molenaer
Bartholomeus Jansz. Molenaer (* um 1618 in Haarlem; † 8. September 1650 ebenda) war ein niederländischer Genremaler.

## Leben
Bartholomeus Molenaer stammte aus einer stark verarmten Familie. Er war eines von acht Kindern des Schneiders Jan Mientsen Molenaer und dessen zweiten Ehefrau Grietgen Adriaensdr. Zwei seiner Brüder wurden ebenfalls Maler, der Porträtist und Genremaler Jan Miense Molenaer und der Landschaftsmaler Nicolaes Molenaer. Am 4. September 1640 trat er der St. Lukas Malergilde in Haarlem bei. 1641 heiratete er Cuyniera Hendricx Vrije. Er hatte mit ihr die vier Kinder Frans, Jan, Maria und Claes. Der Maler soll 1646 bei seinem Bruder Jan Miense auf dem Lombaertsteech (heute Lombardsteeg) in Haarlem gewohnt haben, aber das scheint ein Irrtum zu sein, denn nach einer Akte aus dem Jahre 1656 hatte Jan Miense dieses Haus erst 1656 gekauft. Seine Werkstatt befand sich im Haus seiner Schwiegermutter Maritge Claesdr in der Kleinen Houtstraat. Er starb etwa acht Tage vor der Inventur vom 17. September 1650. Nach dieser Bestandsaufnahme schuldete er seiner Schwiegermutter Rückstände von achtzehn Monaten Hausmiete.

## Werke

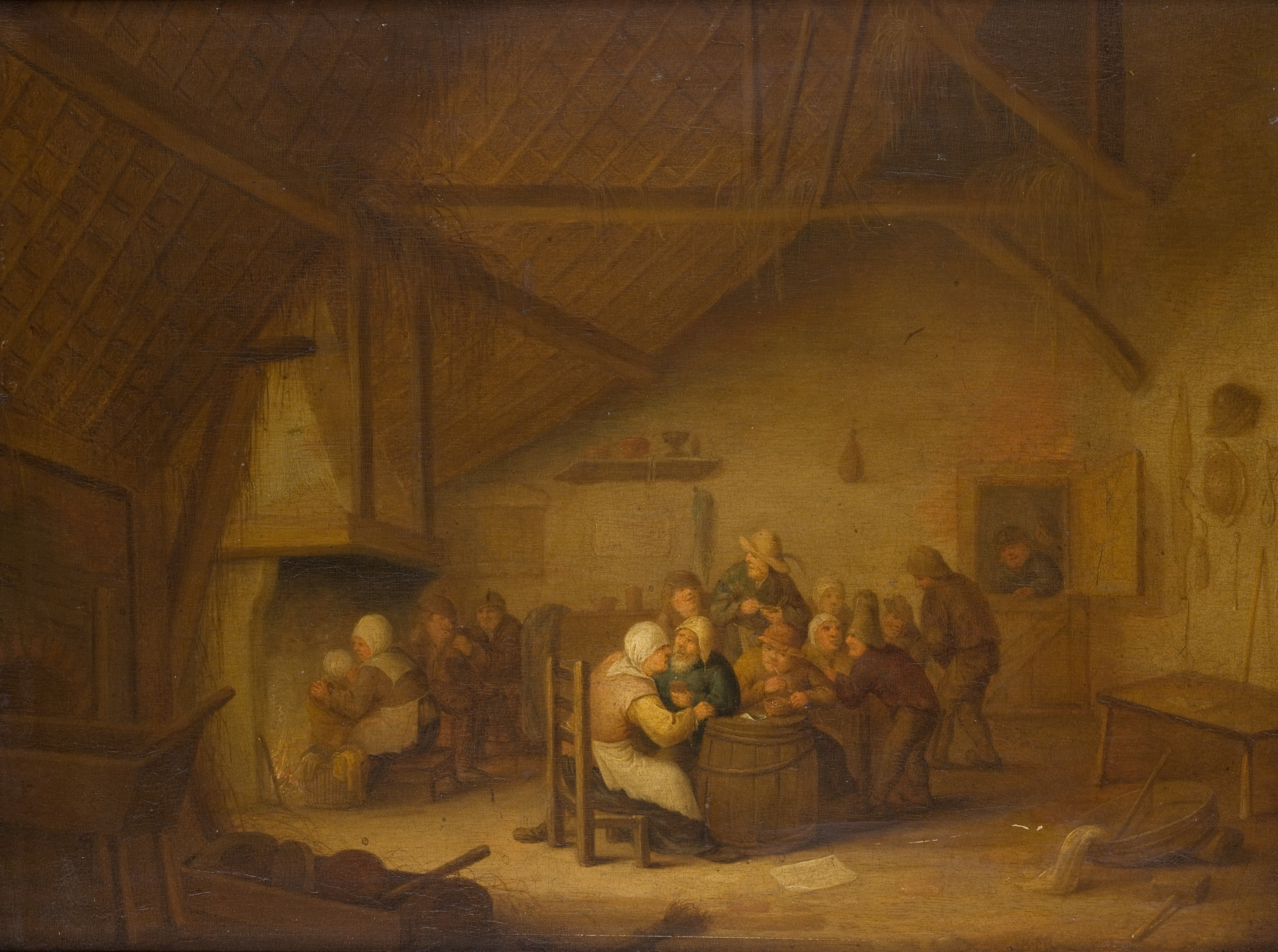
Bauern im Wirtshaus, Nationalmuseum in Krakau

Die typischen Motive seiner Gemälde waren Genreszenen mit Bauern in einer Gaststätte oder mit Schülern in der Schule. Er arbeitete unter dem starken Einfluss von A. Brouwer, A. van Ostade und seinem Bruder Jan Miense. Er signierte seine Werke mit eigenem Monogramm „B.Mr“ oder mit Initialen anderen Künstler, z. B. „AB“ als wäre es ein Bildnis von Adriaen Brouwer (dies war damals gängige Praxis).
Seine Werke sind in vielen Museen zu sehen, beispielsweise im Mittelrhein-Museum in Koblenz, im Nationalmuseum in Stockholm und im Art Museum von Worcester.